# Adam i Ewa (miedzioryt)
Adam i Ewa to jeden z miedziorytów Albrechta Dürera. Został stworzony w 1504 roku. Obecnie znajduje się w zbiorach Kunsthaus w Zurychu.
Postacie kompozycji są rezultatem poszukiwania przez artystę ideału piękna ludzkiego ciała. Wzorem dla postaci Adama była rzeźba Apolla Belwederskiego, a dla Ewy rzeźba Wenus Medycejskiej.
Postacie znajdują się na tle ciemnego lasu, pomiędzy nimi na drzewie snuje się wąż, który podaje Ewie owoc.
Zwierzęta otaczające Adama i Ewę symbolizują cztery temperamenty:
- wół – temperament flegmatyczny
- jeleń – temperament melancholiczny
- królik – temperament sangwiniczny
- kot (gotowy w każdej chwili skoczyć na mysz) – temperament choleryczny

Miedzioryt był podstawą namalowanego później przez Dürera obrazu o tym samym tytule.